# Baroh Ilot
Baroh Ilot is een bestuurslaag in het regentschap Pidie van de provincie Atjeh, Indonesië. Baroh Ilot telt 243 inwoners (volkstelling 2010).